# Chrysler New Yorker (1983–1988)
Der Chrysler New Yorker der Modelljahre 1983 bis 1988 ist eine Limousine des amerikanischen Automobilherstellers Chrysler, der auf der 1983 eingeführten E-Plattform basiert. Es war die erste Version der seit 1940 angebotenen Modellreihe, die Frontantrieb hatte und zugleich die einzige, die jemals mit Vierzylindermotoren ausgestattet war. Im letzten Modelljahr hieß das Fahrzeug New Yorker Turbo. Der New Yorker wurde 1983 und 1984 auch auf dem deutschen Markt angeboten.

## Hintergrund: Downsizing
„New Yorker“ war seit 1940 die Bezeichnung für teure und große Fahrzeuge der Marke Chrysler. Nach der Einstellung der Marke Imperial im Jahr 1975 war der Chrysler New Yorker das Spitzenmodell des Chrysler-Konzerns. Bis 1978 handelte es sich um sehr große und schwere Full-Size-Fahrzeuge. Mit den auf der R-Plattform basierenden Modellen der Baujahre 1979 bis 1981 begann das Unternehmen, die Größe und Gewicht seiner Full-Size-Autos zurückzuführen: Der New Yorker des Jahrgangs 1979 war das erste Auto dieses Namens, das kleiner war als sein Vorgänger. Zum Modelljahr 1982 wurde das Downsizing fortgesetzt: Der Name New Yorker wurde für eine hochwertig ausgestattete Version der heckgetriebenen M-Plattform verwendet, die 1977 ursprünglich für Mittelklassefahrzeuge entwickelt worden war. 1982 hieß das auf der M-Plattform basierende Auto Chrysler New Yorker, 1983 dann New Yorker Fifth Avenue Edition, und von 1984 bis 1988 wurde das Auto als Chrysler Fifth Avenue verkauft.
Im Modelljahr 1983 kam es zu einer Doppelbelegung des Namens New Yorker. Neben dem großen, heckgetriebenen Luxusfahrzeug, das den Namenszusatz Fifth Avenue erhalten hatte, bot Chrysler einen neuen New Yorker (ohne Zusatz Fifth Avenue) an, der deutlich kleiner war als sein Vorgänger und auf einer Frontantriebsplattform basierte. Dieser neue New Yorker war technisch eng mit dem Chrysler E-Class, dessen Nachfolger Plymouth Caravelle und der Dodge-600-Limousine verwandt. Diese Modelle waren jeweils geringfügig verlängerte Ausführungen der Chrysler K-Cars (Chrysler LeBaron, Dodge Aries, Plymouth Reliant). Im Sinne der Plattformstrategie waren viele technische Komponenten und auch einzelne Karosserieteile untereinander austauschbar; die wesentlichen Unterschiede bestanden in eigenständigen Design-Details und in dem Niveau der Innenausstattung.

## Modellgeschichte

### Technik
Die Chrysler E-Plattform wurde nur als viertürige Limousine angeboten. Sie war technisch identisch mit der K-Plattform, die 1981 für die Mittelklassemodelle der Chrysler-Marken Dodge und Plymouth eingeführt wurde. Sie hatte allerdings einen um 76 mm verlängerten Radstand. Das Fahrwerk war unverändert: Es gab eine vordere Einzelradaufhängung, und hinten verwendeten die Autos eine Torsionskurbelachse. Als Antrieb dienten unterschiedliche Vierzylindermotoren von Chrysler und Mitsubishi; der kleinere der Chrysler-Motoren war zeitweise auch mit Turboaufladung erhältlich. Die Kraftübertragung erfolgte serienmäßig über eine TorqueFlite-Dreigangautomatik.

### Karosserie

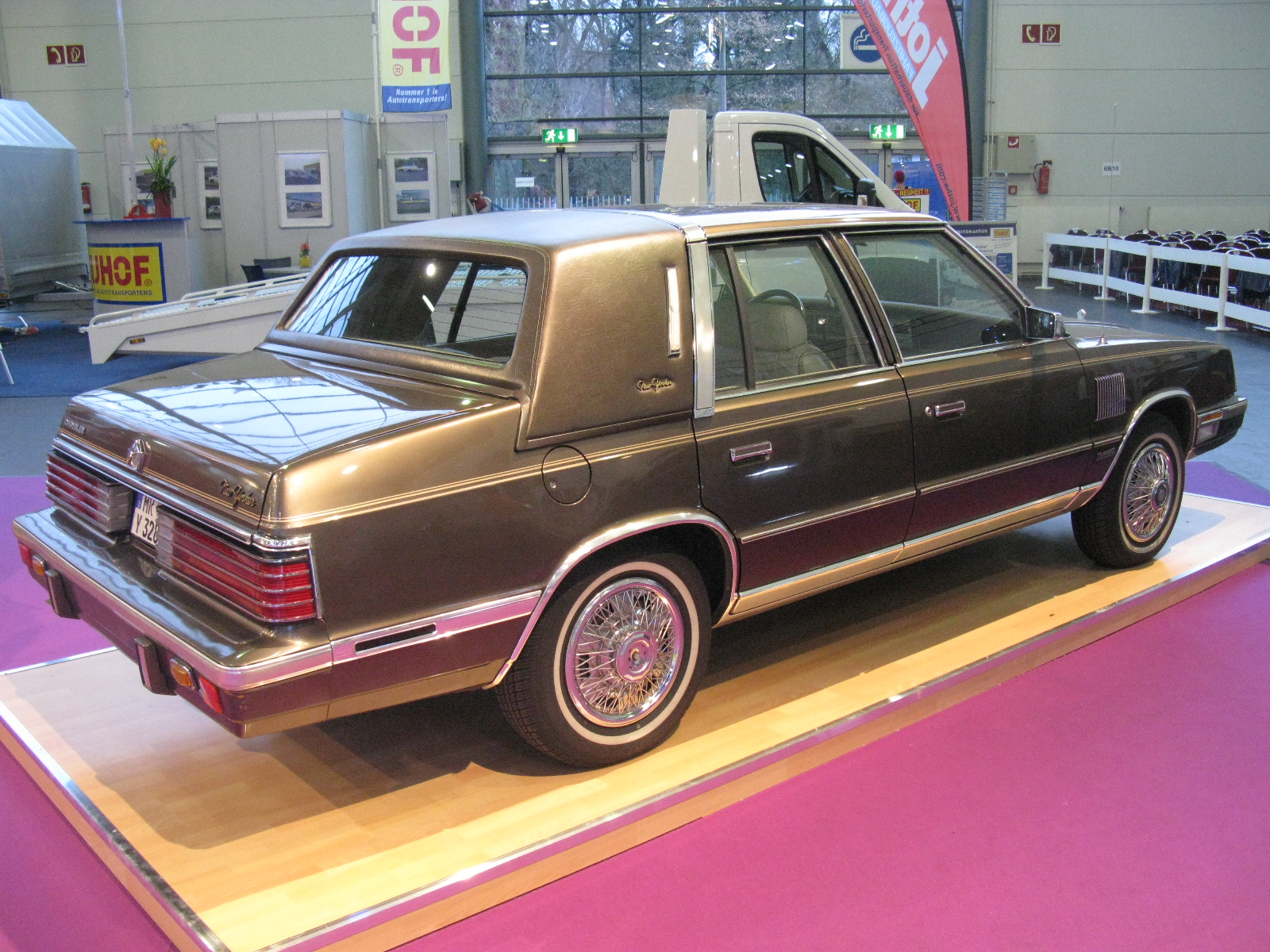
Vinylbezogene C-Säule: Chrysler New Yorker

Die Karosserie des New Yorker entsprach weitgehend der der anderen Modelle der E-Familie. Chryslers Stilisten versuchten allerdings, die Designsprache der früheren Full-Size-Oberklassemodelle auf die kompakten Dimensionen des neuen New Yorker zu übertragen. Daher zitierten sie zahlreiche Stilelemente früherer Modellgenerationen.
Die Fahrzeugfront des New Yorker entsprach der des 1982 vorgestellten frontgetriebenen Chrysler LeBaron. Sie war schräg gestaltet. Die Doppelscheinwerfer befanden sich in einer verchromten Einfassung; die Blinker waren in die Stoßstangen integriert. Zwischen den Scheinwerfern befand sich ein verchromter Waterfall-Grill, der ein Design der späten Imperial LeBaron (1974 bis 1975) und des Chrysler LeBaron (1980 bis 1981) aufgriff. Der New Yorker war das einzige Mitglied der E-Familie, das kein drittes Seitenfenster zwischen der hinteren Tür und der C-Säule besaß. Stattdessen war die C-Säule im Stil eines Landauer-Dachs bis zum Türabschluss mit Vinyl verkleidet. Ein breiter Chromstreifen grenzte den Vinylteil zum Blech des rechtlichen Dachs hin ab. Ein weiterer Unterschied zum E-Class bestand in der Verwendung von Chromleisten in den Stoßstangen und den Wagenflanken. Schließlich hatte der New Yorker in einigen Ausstattungsversionen funktionsfreie stilisierte Entlüftungsöffnungen in den vorderen Kotflügeln zwischen dem Radausschnitt und dem Abschluss der Vordertüren. Diese rückblickend als „billig gefälschte Lüftungsschlitze“ empfundenen Applikationen waren seit 1979 regelmäßige Gestaltungsmerkmale der teueren New-Yorker-Versionen.

### Interieur
Die Gestaltung des Innenraums entsprach grundsätzlich der der anderen Modelle der E-Plattform. Allerdings war die Ausstattung aufwändiger. Die Sitze waren mit wahlweise Echtleder bezogen, das Armaturenbrett war mit Holzimitat verkleidet. Serienmäßig war der New Yorker mit digitalen Kombiinstrument (Fluoreszenzanzeige) und einem sprechenden Electronic Voice Alert (EVA) ausgestattet.

## Preise
Der New Yorker der Modelljahre 1983 bis 1988 war ein teures Auto, das im Marktsegment der Oberklasse positioniert war. Im Modelljahr 1985 lag der Grundpreis des New Yorker bei 12.442 US-Dollar; das Auto war damit annähernd 3.000 US-Dollar teurer als der technisch identische Chrysler E-Class und 4.000 US-Dollar teurer als ein baugleicher Dodge 600. der New Yorker war damit der zweitteuerste Personenwagen des Chrysler-Konzerns; lediglich der technisch veraltete Chrysler Fifth Avenue war nochmals um 1.500 US-Dollar teurer.

## Produktion

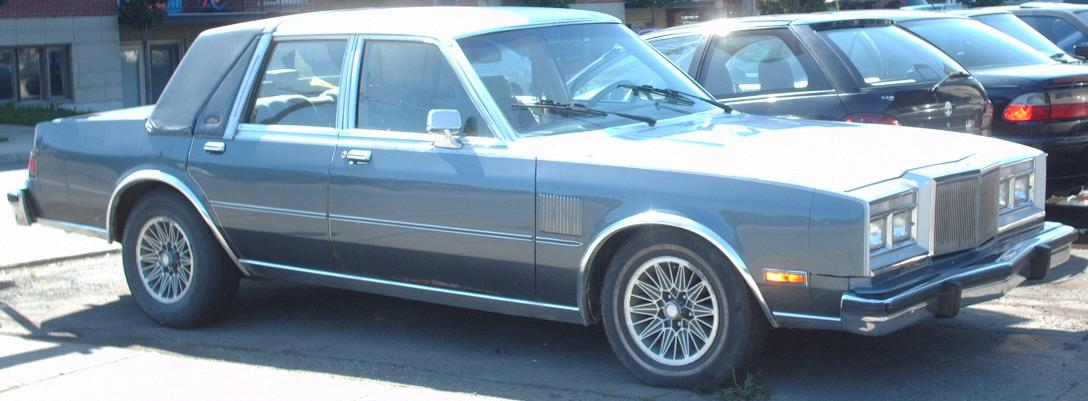
Markeninterne Konkurrenz: Der heckgetriebene (New Yorker) Fifth Avenue war erfolgreicher als der New Yorker der E-Plattform

Von 1983 bis 1988 entstanden insgesamt 283.216 Exemplare des ersten frontgetriebenen New Yorker. Die Produktionszahlen lagen mit Ausnahme von 1987 in jedem Jahr deutlich unter denen des älteren, größeren und teureren Fifth Avenue.
| Produktionszahlen im Vergleich | Produktionszahlen im Vergleich                                     | Produktionszahlen im Vergleich                                              |
| ------------------------------ | ------------------------------------------------------------------ | --------------------------------------------------------------------------- |
| Modelljahr                     | Chrysler New Yorker Chrysler New Yorker Turbo (1988) (E-Plattform) | Chrysler New Yorker Fifth Avenue (1983) Chrysler Fifth Avenue (M-Plattform) |
| 1983                           | 33.832                                                             | 83.501                                                                      |
| 1984                           | 60.501                                                             | 79.441                                                                      |
| 1985                           | 60.700                                                             | 109.971                                                                     |
| 1986                           | 51.099                                                             | 104.744                                                                     |
| 1987                           | 68.279                                                             | 43.486                                                                      |
| 1988                           | 8.805                                                              | 30.518                                                                      |
| Gesamt                         | 283.216                                                            | 421.143                                                                     |

## Deutschlandimport
Bevor Chrysler 1987 werksseitig sein Engagement auf dem deutschen Automobilmarkt begann, importierte der Düsseldorfer Händler Auto Becker den New Yorker sowie das LeBaron Coupé und das Cabriolet. Der Verkauf begann 1983 und endete 1985.

## Nachfolger
Für das Modelljahr 1988 präsentierte Chrysler eine neue Generation des New Yorker. Sie basierte auf der neu entwickelten C-Plattform und verfügte ebenfalls über Frontantrieb. Sie war mit größeren und leistungsstärkeren Sechszylindermotoren ausgestattet. Im ersten Modelljahr des neuen New Yorker wurde parallel noch das bisherige, auf der E-Plattform basierende Modell angeboten. Es war ausschließlich mit einem Vierzylinder-Turbomotor erhältlich und trug die Bezeichnung New Yorker Turbo.

## Technische Daten
| Technische Daten Chrysler New Yorker | Technische Daten Chrysler New Yorker       | Technische Daten Chrysler New Yorker       | Technische Daten Chrysler New Yorker       | Technische Daten Chrysler New Yorker       |
|                                      | 2,6 Liter                                  | 2,5 Liter                                  | 2,2 Liter Saugmotor                        | 2,2 Liter Turbo                            |
| ------------------------------------ | ------------------------------------------ | ------------------------------------------ | ------------------------------------------ | ------------------------------------------ |
| Bauzeit                              | 1983–1985                                  | 1986–1987                                  | 1983–1984                                  | 1984–1988                                  |
| Motor:                               | Vierzylindermotor Reihe                    | Vierzylindermotor Reihe                    | Vierzylindermotor Reihe                    | Vierzylindermotor Reihe                    |
| Hubraum:                             | 2.555 cm³                                  | 2.501 cm³                                  | 2.273 cm³                                  | 2.273 cm³                                  |
| Bohrung × Hub:                       | 91,1 × 98,0 mm                             | 87,5 × 104,0 mm                            | 87,5 × 92,0 mm                             | 87,5 × 92,0 mm                             |
| Leistung bei 1/min:                  | 102 PS bei 4.800                           | 101 PS bei 4.800                           | 95 PS bei 5.200                            | 144 PS bei 5.600                           |
| Verdichtung:                         | 8,7:1                                      | 8,1:1                                      | 9,0 :1                                     | 8,1:1                                      |
| Gemischaufbereitung:                 | 1 Doppelvergaser Mikuni                    | Benzineinspritzung                         | Benzineinspritzung                         | Benzineinspritzung                         |
| Ventilsteuerung:                     | hängende Ventile obenliegende Nockenwelle  | hängende Ventile obenliegende Nockenwelle  | hängende Ventile obenliegende Nockenwelle  | hängende Ventile obenliegende Nockenwelle  |
| Kühlung:                             | Wasserkühlung                              | Wasserkühlung                              | Wasserkühlung                              | Wasserkühlung                              |
| Getriebe:                            | Automatisches Dreiganggetriebe             | Automatisches Dreiganggetriebe             | Automatisches Dreiganggetriebe             | Automatisches Dreiganggetriebe             |
| Radaufhängung vorn:                  | Querlenker Federbeine                      | Querlenker Federbeine                      | Querlenker Federbeine                      | Querlenker Federbeine                      |
| Radaufhängung hinten:                | Torsionskurbelachse Schraubenfedern        | Torsionskurbelachse Schraubenfedern        | Torsionskurbelachse Schraubenfedern        | Torsionskurbelachse Schraubenfedern        |
| Bremsen:                             | vorn Scheibenbremsen hinten Trommelbremsen | vorn Scheibenbremsen hinten Trommelbremsen | vorn Scheibenbremsen hinten Trommelbremsen | vorn Scheibenbremsen hinten Trommelbremsen |
| Karosserie:                          | selbsttragend Stahl                        | selbsttragend Stahl                        | selbsttragend Stahl                        | selbsttragend Stahl                        |
| Radstand:                            | 2618 mm                                    | 2618 mm                                    | 2618 mm                                    | 2618 mm                                    |
| Abmessungen (Länge × Breite × Höhe): | 4715 × 1743 × 1346 mm                      | 4715 × 1743 × 1346 mm                      | 4715 × 1743 × 1346 mm                      | 4715 × 1743 × 1346 mm                      |
| Leergewicht:                         | 1117–1214 kg                               | 1117–1214 kg                               | 1117–1214 kg                               | 1117–1214 kg                               |
| Höchstgeschwindigkeit:               | 155 km/h                                   | 155 km/h                                   | 165 km/h                                   | 177 km/h                                   |